# Amarte así
Amarte así (también conocida como "Amarte así, Frijolito" o simplemente como "Frijolito") una exitosa telenovela de la cadena Telemundo emitida en el año 2005.
Está protagonizada por Litzy, Mauricio Ochmann y Alejandro Felipe Flores como protagonista infantil junto con Marita Ballesteros, Carla Peterson y Diego Olivera en los roles antagónicos. Contó con las actuaciones estelares de Édgar Vivar, Roberto Mateos, Tina Romero y Liliana Rodríguez.Trata de una historia de rencor y amor de una muchacha que cree que ella fue violada con ayuda de drogas por el padre de su hijo.
La primera telenovela que Telemundo graba en Argentina con actores mexicanos y argentinos. Una producción de Promofilm USA para Telemundo Studios.Vendida a más de 90 países y una de las telenovelas más recordadas de Telemundo por el público y la crítica hasta la fecha.

## Trama
Narra la historia de Ignacio (Mauricio Ochmann), un joven médico y Margarita (Litzy), una cantante de rancheras, trabajadora de un bar. En el pasado, habían compartido una noche, una noche que Ignacio no recuerda, pero ha cambiado la vida de Margarita para siempre, porque esa noche quedó embarazada. Actualmente, Margarita ha trabajado como cantante en un trío de mariachis en un pequeño restaurante. Su vida sentimental se reduce a cantar canciones de amor. Margarita cree que la noche en la que conoció a Ignacio fue violada ya que sin saberlo, ambos fueron drogados por alguien que aparentaba ser un amigo. Mientras que Margarita recuerda el nombre y el rostro del hombre sospechoso de haber cometido el crimen, la verdad que Ignacio, la persona que considera culpable de engañar y fornicación, pero no violación. Pero por suerte interviene su hijo, el pequeño Frijolito (Alejandro Felipe Flores), que actualmente tiene seis años y cree que su padre murió ya que eso le contó su madre. El niño hace vínculos de amistad con Ignacio sin saber que es su padre. Desde el principio, Frijolito tiene una relación muy especial con ese hombre, causando una grave preocupación en Margarita.

## Personajes
- Litzy - Margarita Lizárraga Contreras de Reyes
- Mauricio Ochmann - Ignacio "Nacho" Reyes
- Alejandro Felipe Flores - Ignacio "Frijolito" Reyes Lizárraga[4]
- Roberto Mateos - Francisco Reyes
- Carla Peterson - Chantal Villagarcía / Corina Villagarcía González
- Marita Ballesteros - Doña Lucrecia González viuda de Villagarcía (Brujilda)
- Diego Olivera - Gregorio Valbueno
- Isamar González - Daniela Reyes Villagarcía
- Mariana Beyer - Dulce María Reyes Villagarcía
- Leonardo Juárez - Antonio "Toño" Valbueno
- Édgar Vivar - Don Pedro viudo de Contreras
- Tina Romero - Evangelina Contreras
- Liliana Rodríguez - Anunciación Reyes
- Jorge Schubert - Ramiro Torres
- Enoc Leaño - Juan Tenorio
- Sergio Ochoa - Vicente
- Jorge Suárez - David Valbueno
- Maximiliano Ghione - Luis "Lucho" Méndez
- Irene Almus - Adela Milano
- Mercedes Scápola - Olga Rellán de Méndez
- Cristina Mason - Rosa "Rosita" Tenorio Sifontes
- Vanessa Robbiano - Carmen
- Pietro Gian - Salvador
- Aldo Pastur - Morales
- Guido Massri - Cuautemoc "Temo" Méndez
- Maite Zumelzú - Matilde Vélez
- JuanMa Muñoz - Pancho
- Mauricio Rodríguez como Patocho
- Celina Font como Lucía Luna
- Mascota "Hámster" como "Alfredo"
- Eduardo Lemos